# Angitia orestes
Angitia orestes är en fjärilsart som beskrevs av William Schaus 1914. Angitia orestes ingår i släktet Angitia och familjen nattflyn. Inga underarter finns listade i Catalogue of Life.